# Liste der Monuments historiques in Chigny-les-Roses
Die Liste der Monuments historiques in Chigny-les-Roses führt die Monuments historiques in der französischen Gemeinde Chigny-les-Roses auf.

## Liste der Objekte
| Bezeichnung                                        | Beschreibung                                                                                 | Standort                        | Kennzeichnung | Schutzstatus | Datum | Bild |
| -------------------------------------------------- | -------------------------------------------------------------------------------------------- | ------------------------------- | ------------- | ------------ | ----- | ---- |
| Skulptur Madonna                                   | aus einer Kreuzigungsgruppe; Stein, farbig gefasst, Anfang des 16. Jahrhunderts; eingelagert | 4 rue de la Belle Image (Lage)  | PM51001722    | Classé       | 2002  |      |
| Skulptur Johannes Evangelist                       | aus einer Kreuzigungsgruppe; Stein, farbig gefasst, Anfang des 16. Jahrhunderts; eingelagert | 4 rue de la Belle Image (Lage)  | PM51001721    | Classé       | 2002  |      |
| Gemälde Jesus und die Samariterin                  | Ölfarbe auf Leinwand, 17. Jahrhundert; eingelagert                                           | in der Kirche St-Nicolas (Lage) | PM51003571    | Inscrit      | 1989  |      |
| Gemälde Noli me tangere                            | Ölfarbe auf Leinwand, 17. Jahrhundert; eingelagert                                           | in der Kirche St-Nicolas (Lage) | PM51003570    | Inscrit      | 1989  |      |
| Gemälde Heiliger Vinzenz                           | Ölfarbe auf Leinwand, 17. Jahrhundert; eingelagert                                           | in der Kirche St-Nicolas (Lage) | PM51003575    | Inscrit      | 1989  |      |
| Osterleuchter                                      | Holz, um 1800                                                                                | in der Kirche St-Nicolas (Lage) | PM51003579    | Inscrit      | 1989  |      |
| Skulpturengruppe Anna selbdritt                    | Holz, 16. Jahrhundert                                                                        | in der Kirche St-Nicolas (Lage) | PM51000291    | Classé       | 1908  |      |
| Gemälde Verklärung Christi                         | Ölfarbe auf Leinwand, 18. Jahrhundert; nach Raffael; eingelagert                             | in der Kirche St-Nicolas (Lage) | PM51003580    | Inscrit      | 1989  |      |
| Triumphkreuz                                       | aus dem 16. Jahrhundert                                                                      | in der Kirche St-Nicolas (Lage) | PM51000290    | Classé       | 1908  |      |
| Zwei Türflügel                                     | Holz, 16. Jahrhundert                                                                        | in der Kirche St-Nicolas (Lage) | PM51000292    | Classé       | 1908  |      |
| Gemälde Taufe Christi                              | Ölfarbe auf Leinwand, 1693                                                                   | in der Kirche St-Nicolas (Lage) | PM51000293    | Classé       | 1908  |      |
| Gemälde Heilige Familie                            | Ölfarbe auf Leinwand, 17. Jahrhundert; eingelagert                                           | in der Kirche St-Nicolas (Lage) | PM51003577    | Inscrit      | 1989  |      |
| Skulptur Sitzende Madonna                          | Stein, 15. Jahrhundert                                                                       | in der Kirche St-Nicolas (Lage) | PM51000289    | Classé       | 1908  |      |
| Gemälde Ecce Homo                                  | Ölfarbe auf Leinwand, 17. Jahrhundert; eingelagert                                           | in der Kirche St-Nicolas (Lage) | PM51003568    | Inscrit      | 1989  |      |
| Gemälde Der heilige Franz von Paola heilt ein Kind | Ölfarbe auf Leinwand, 17. Jahrhundert; eingelagert                                           | in der Kirche St-Nicolas (Lage) | PM51003569    | Inscrit      | 1989  |      |
| Skulptur Heiliger Sebastian                        | Holz, 16. Jahrhundert                                                                        | in der Kirche St-Nicolas (Lage) | PM51003572    | Inscrit      | 1989  |      |
| Gemälde Heilige Agatha                             | Ölfarbe auf Leinwand, 17. Jahrhundert; eingelagert                                           | in der Kirche St-Nicolas (Lage) | PM51003573    | Inscrit      | 1989  |      |
| Zwei Kredenzen                                     | Holz, Marmor, 18. und 19. Jahrhundert; eingelagert                                           | in der Kirche St-Nicolas (Lage) | PM51003578    | Inscrit      | 1989  |      |
| Gemälde Heiliger Fiacrius                          | Ölfarbe auf Leinwand, 18. Jahrhundert; eingelagert                                           | in der Kirche St-Nicolas (Lage) | PM51003574    | Inscrit      | 1989  |      |
| Gemälde Abendmahl                                  | Ölfarbe auf Leinwand, 17. Jahrhundert; eingelagert                                           | in der Kirche St-Nicolas (Lage) | PM51003576    | Inscrit      | 1989  |      |